# Matej Jankač
Matej Jankač (Bistra kraj Zagreba, 21. rujna 1880. – Zagreb, 10. travnja 1968.) je bio kulturni radnik vojvođanskih Hrvata. Po struci bio je pravnik.

## Životopis
Rodio se 1880. godine u Bistroj kraj Zagreba. Od 1920. je godine boravio u Subotici,uz preporuku HRSS-a te nakon poziva gradonačelnika Subotice Franje Sudarevića, javio se na natječaj za gradskog bilježnika, skupa s još nekolicinom hrvatskih intelektualaca. Doselio se u Suboticu neposredno nakon sklopljenog primirja s Mađarskom, u isto vrijeme kad i ostatak gorljivih mladića koji su poveli i pomagali društveni, kulturni i prosvjetni život bačkih Hrvata: Mihovil Katanec, Dragan Mrljak, Marin Juras, Ivo Šercer i dr. Istovremeno su u Sombor došli Ladislav Vlašić, Vinko Žganec, Mato Škrabalo i drugi.
Ondje je obnašao dužnost gradskog bilježnika, a poslije je bio odvjetnikom. Jednim je od osoba koje su osnovale Hrvatsko pjevačko društvo Neven. Njegovi su sinovi Milivoj i Zvonimir također bili angažirani u tom hrvatskom društvu. Oboje su bili odvjetnici, kao i otac im Matej.
Bio je istaknuti subotički odvjetnik, uz odvjetnika dr Mihovila Katanca. Vojna obavještajna služba Kraljevine Jugoslavije izvijestila je 1934. da su njih dvojica, uz direktore banaka Mrljaka i Mažgona te uz još nekolicinu drugih Hrvata sustavno i neumorno radili i organizirali subotičke Hrvate. Marljivi rad tih hrvatskih kulturnih radnika osujetio je srpske pokušaje da se Hrvate privuče u "patriotske", zapravo velikosrpskom hegemonističkom režimu odane organizacije kao što su Narodna odbrana, Soko, Četničko udruženje i dr.Uspjeh je bio toliki da su izvješća govorila o apstinenciji bunjevačkih Hrvata od tih udruženja.
U kulturi je pridonio integraciji bunjevačkih Hrvata u hrvatski kulturni prostor. Pridonio je u glazbenom području. Bio je pročelnik odjela za glazbu, prvi zborovođa muškog zbora Hrvatskog prosvjetnog društva Neven, a skupa s Mihovilom Katancem osnovao je Hrvatsko pjevačko društvo Neven 4. prosinca 1920. godine. U Nevenu su također djelovala njegova dvojica sinova, a Matej je i sam često pjevao u zboru, najčešće dionice basa i baritona. Nije se slagao s karađorđevićevskim režimom.
Mađarskom okupacijom Subotice 1941. protjeran je kao i svi međuratni doseljenici, bez obzira na nacionalnost. U Zagrebu je nastavio pjevati pri crkvenom zboru.
Umro je u Zagrebu i pokopan na Mirogoju.
Za 30 godina rada kao pjevač i zborovođa 1930. godine dobio je jedno od najvećih glazbenih priznanja u Kraljevini Jugoslaviji - Srebrna lovorova zvijezda Saveza pjevačkih društava.